# Sistema Dahlgren
El sistema Dahlgren, uno de los modernos sistemas de la Botánica Sistemática, fue publicado por el especialista en monocotiledóneas Rolf Martin Theodor Dahlgren. Su esposa lo continuó tras su deceso. 
De acuerdo a la extensa lista del Prof. Reveal (ver 1
2
3
4, se anotan
los sinónimos, tanto nomenclatural como taxonómico, para cada nombre en el sistema):

## Magnoliidae
- clase Magnoliopsida
subclase Magnoliidae
superorden Magnolianae
orden Annonales
familia Annonaceae
familia Myristicaceae
familia Eupomatiaceae
familia Canellaceae
familia Austrobaileyaceae
orden Aristolochiales
familia Aristolochiaceae
orden Rafflesiales
familia Rafflesiaceae
familia Hydnoraceae
orden Magnoliales
familia Degeneriaceae
familia Himantandraceae
familia Magnoliaceae
orden Lactoridales
familia Lactoridaceae
orden Winterales
familia Winteraceae
orden Chloranthales
familia Chloranthaceae
orden Illiciales
familia Illiciaceae
familia Schisandraceae
orden Laurales
familia Amborellaceae
familia Trimeniaceae
familia Monimiaceae
familia Gomortegaceae
familia Calycanthaceae
familia Lauraceae
orden Nelumbonales
familia Nelumbonaceae
superorden Nymphaeanae
orden Piperales
familia Saururaceae
familia Piperaceae
orden Nymphaeales
familia Cabombaceae
familia Nymphaeaceae
familia Ceratophyllaceae
superorden Ranunculanae
orden Ranunculales
familia Lardizabalaceae
familia Sargentodoxaceae
familia Menispermaceae
familia Kingdoniaceae
familia Circaeasteraceae
familia Ranunculaceae
familia Hydrastidaceae
familia Berberidaceae
orden Papaverales
familia Papaveraceae
familia Fumariaceae
superorden Caryophyllanae
orden Caryophyllales
familia Molluginaceae
familia Caryophyllaceae
familia Phytolaccaceae
familia Achatocarpaceae
familia Agdestidaceae
familia Basellaceae
familia Portulacaceae
familia Stegnospermataceae
familia Nyctaginaceae
familia Aizoaceae
familia Halophytaceae
familia Cactaceae
familia Didiereaceae
familia Hectorellaceae
familia Chenopodiaceae
familia Amaranthaceae
superorden Polygonanae
orden Polygonales
familia Polygonaceae
superorden Plumbaginanae
orden Plumbaginales
familia Plumbaginaceae
familia Limoniaceae
superorden Malvanae
orden Malvales
familia Sterculiaceae
familia Plagiopteraceae
familia Bixaceae
familia Cochlospermaceae
familia Cistaceae
familia Sphaerosepalaceae
familia Sarcolaenaceae
familia Huaceae
familia Tiliaceae
familia Dipterocarpaceae
familia Bombacaceae
familia Malvaceae
orden Urticales
familia Ulmaceae
familia Moraceae
familia Cecropiaceae
familia Barbeyaceae
familia Cannabaceae
familia Urticaceae
orden Euphorbiales
familia Euphorbiaceae
familia Simmondsiaceae
familia Pandaceae
familia Aextoxicaceae
familia Dichapetalaceae
orden Thymelaeales
familia Gonystylaceae
familia Thymelaeaceae
orden Rhamnales
familia Rhamnaceae
superorden Violanae
orden Violales
familia Flacourtiaceae
familia Berberidopsidaceae
familia Aphloiaceae
familia Physenaceae
familia Passifloraceae
familia Dipentodontaceae
familia Peridiscaceae
familia Scyphostegiaceae
familia Violaceae
familia Turneriaceae
familia Malesherbiaceae
familia Caricaceae
orden Cucurbitales
familia Achariaceae
familia Cucurbitaceae
familia Begoniaceae
familia Datiscaceae
orden Salicales
familia Salicaceae
orden Tamaricales
familia Tamaricaceae
familia Frankeniaceae
orden Capparales
familia Capparaceae
familia Brassicaceae
familia Tovariaceae
familia Resedaceae
familia Gyrostemonaceae
familia Bataceae
familia Moringaceae
orden Tropaeolales
familia Tropaeolaceae
familia Limnanthaceae
orden Salvadorales
familia Salvadoraceae
superorden Theanae
orden Dilleniales
familia Dilleniaceae
orden Paeoniales
familia Glaucidiaceae
familia Paeoniaceae
orden Theales
familia Stachyuraceae
familia Pentaphylacaceae
familia Marcgraviaceae
familia Quiinaceae
familia Ancistrocladaceae
familia Dioncophyllaceae
familia Nepenthaceae
familia Medusagynaceae
familia Caryocaraceae
familia Strasburgeriaceae
familia Ochnaceae
familia Chrysobalanaceae
familia Oncothecaceae
familia Scytopetalaceae
familia Theaceae
familia Bonnetiaceae
familia Clusiaceae
familia Elatinaceae
orden Lecythidales
familia Lecythidaceae
superorden Primulanae
orden Primulales
familia Myrsinaceae
familia Aegicerataceae
familia Theophrastaceae
familia Primulaceae
familia Coridaceae
orden Ebenales
familia Sapotaceae
familia Styracaceae
familia Lissocarpaceae
familia Ebenaceae
superorden Rosanae
orden Trochodendrales
familia Trochodendraceae
familia Tetracentraceae
orden Cercidiphyllales
familia Cercidiphyllaceae
familia Eupteleaceae
orden Hamamelidales
familia Hamamelidaceae
familia Platanaceae
familia Myrothamnaceae
orden Balanopales
familia Balanopaceae
orden Fagales
familia Nothofagaceae
familia Fagaceae
familia Corylaceae
familia Betulaceae
orden Juglandales
familia Rhoipteleaceae
familia Juglandaceae
orden Myricales
familia Myricaceae
orden Casuarinales
familia Casuarinaceae
orden Buxales)
familia Buxaceae
familia Daphniphyllaceae
familia Didymelaceae
orden Geissolomatales
familia Geissolomataceae
orden Cunoniales
familia Cunoniaceae
familia Baueraceae
familia Brunelliaceae
familia Davidsoniaceae
familia Eucryphiaceae
orden Saxifragales
familia Saxifragaceae
familia Francoaceae
familia Greyiaceae
familia Brexiaceae
familia Grossulariaceae
familia Iteaceae
familia Cephalotaceae
familia Crassulaceae
familia Podostemaceae
orden Droserales
familia Droseraceae
familia Lepuropetalaceae
familia Parnassiaceae
orden Rosales
familia Rosaceae
familia Neuradaceae
familia Malaceae
familia Amygdalaceae
familia Anisophylleaceae
familia Crossosomataceae
familia Surianaceae
familia Rhabdodendraceae
orden Gunnerales
familia Gunneraceae
superorden Proteanae
orden Proteales
familia Proteaceae
orden Elaeagnales
familia Elaeagnaceae
superorden Myrtanae
orden Myrtales
familia Psiloxylaceae
familia Heteropyxidaceae
familia Myrtaceae
familia Onagraceae
familia Trapaceae
familia Lythraceae
familia Combretaceae
familia Melastomataceae
familia Memecylaceae
familia Crypteroniaceae
familia Oliniaceae
familia Penaeaceae
familia Rhynchocalycaceae
familia Alzateaceae
orden Haloragales
familia Haloragaceae
superorden Rutanae
orden Sapindales
familia Coriariaceae
familia Anacardiaceae
familia Leitneriaceae
familia Podoaceae
familia Sapindaceae
familia Hippocastanaceae
familia Aceraceae
familia Akaniaceae
familia Bretschneideraceae
familia Emblingiaceae
familia Staphyleaceae
familia Melianthaceae
familia Sabiaceae
familia Meliosmaceae
familia Connaraceae
orden Fabales
familia Mimosaceae
familia Caesalpiniaceae
familia Fabaceae
orden Rutales
familia Rutaceae
familia Ptaeroxylaceae
familia Cneoraceae
familia Simaroubaceae
familia Tepuianthaceae
familia Burseraceae
familia Meliaceae
orden Polygalales
familia Malpighiaceae
familia Trigoniaceae
familia Vochysiaceae
familia Polygalaceae
familia Krameriaceae
orden Geraniales
familia Zygophyllaceae
familia Peganaceae
famili Nitrariaceae
familia Geraniaceae
familia Vivianiaceae
familia Ledocarpaceae
famili Biebersteiniaceae
familia Dirachmaceae
familia Balanitaceae
orden Linales
familia Linaceae
familia Humiriaceae
familia Ctenolophonaceae
familia Ixonanthaceae
familia Erythroxylaceae
familia Lepidobotryaceae
familia Oxalidaceae
orden Celastrales
familia Stackhousiaceae
familia Lophopyxidaceae
familia Cardiopteridaceae
familia Corynocarpaceae
familia Celastraceae
orden Rhizophorales
familia Rhizophoraceae
familia Elaeocarpaceae
orden Balsaminales
familia Balsaminaceae
superorden Vitanae
orden Vitales
familia Vitaceae
superorden Santalanae
orden Santalales
familia Olacaceae
familia Opiliaceae
familia Loranthaceae
familia Medusandraceae
familia Misodendraceae
famili Eremolepidaceae
familia Santalaceae
familia Viscaceae
superorden Balanophoranae
orden Balanophorales
familia Cynomoriaceae
familia Balanophoraceae
superorden Aralianae
orden Pittosporales
familia Pittosporaceae
familia Tremandraceae
familia Byblidaceae
orden Araliales
familia Araliaceae
familia Apiaceae
superorden Asteranae
orden Campanulales
familia Pentaphragmataceae
familia Campanulaceae
familia Lobeliaceae
orden Asterales
familia Asteraceae
superorden Solananae
orden Solanales
familia Solanaceae
familia Sclerophylacaceae
familia Goetzeaceae
familia Convolvulaceae
familia Cuscutaceae
familia Cobaeaceae
familia Polemoniaceae
orden Boraginales
familia Hydrophyllaceae
familia Ehretiaceae
familia Boraginaceae
familia Lennoaceae
familia Hoplestigmataceae
superorden Ericanae
orden Bruniales
familia Bruniaceae
familia Grubbiaceae
orden Fouquieriales
familia Fouquieriaceae
orden Ericales
familia Actinidiaceae
familia Clethraceae
familia Cyrillaceae
familia Ericaceae
familia Empetraceae
familia Monotropaceae
familia Pyrolaceae
familia Epacridaceae
orden Stylidiales
familia Stylidiaceae
orden Sarraceniales
familia Sarraceniaceae
superorden Cornanae
orden Cornales
familia Garryaceae
familia Alangiaceae
familia Nyssaceae
familia Cornaceae
familia Roridulaceae
familia Davidiaceae
familia Escalloniaceae
familia Helwingiaceae
familia Torricelliaceae
familia Aucubaceae
family Aralidiaceae
familia Diapensiaceae
familia Phellinaceae
familia Aquifoliaceae
familia Paracryphiaceae
familia Sphenostemonaceae
familia Symplocaceae
familia Icacinaceae
familia Montiniaceae
familia Columelliaceae
familia Alseuosmiaceae
familia Hydrangeaceae
familia Sambucaceae
familia Viburnaceae
familia Menyanthaceae
familia Adoxaceae
familia Phyllonomaceae
familia Tribelaceae
familia Eremosynaceae
familia Pterostemonaceae
familia Tetracarpaeaceae
orden Eucommiales
familia Eucommiaceae
orden Dipsacales
familia Caprifoliaceae
familia Valerianaceae
familia Dipsacaceae
famili Morinaceae
familia Calyceraceae
superorden Loasanae
orden Loasales
familia Loasaceae
superorden Gentiananae
orden Goodeniales
familia Goodeniaceae
orden Oleales
familia Oleaceae
orden Gentianales
familia Desfontainiaceae
familia Loganiaceae
familia Dialypetalanthaceae
familia Rubiaceae
familia Theligonaceae
familia Gentianaceae
familia Saccifoliaceae
familia Apocynaceae
familia Asclepiadaceae
superorden Lamianae
orden Lamiales
familia Retziaceae
familia Stilbaceae
familia Buddlejaceae
familia Scrophulariaceae
familia Myoporaceae
familia Globulariaceae
familia Plantaginaceae
familia Lentibulariaceae
familia Pedaliaceae
familia Trapellaceae
familia Martyniaceae
familia Gesneriaceae
familia Bignoniaceae
familia Acanthaceae
familia Verbenaceae
familia Lamiaceae
familia Callitrichaceae
orden Hydrostachyales
familia Hydrostachyaceae
orden Hippuridales
familia Hippuridaceae

## Liliidae
- clase Magnoliopsida
subclase Liliidae
superorden Alismatanae
orden Alismatales
familia Aponogetonaceae
familia Butomaceae
familia Hydrocharitaceae
familia Limnocharitaceae
familia Alismataceae
orden Najadales
familia Scheuchzeriaceae
familia Juncaginaceae
familia Najadaceae
familia Potamogetonaceae
familia Zosteraceae
familia Posidoniaceae
familia Cymodoceaceae
familia Zannichelliaceae
superorden Triuridanae
orden Triuridales
familia Triuridaceae
superorden Aranae
orden Arales
familia Araceae
familia Acoraceae
familia Lemnaceae
superorden Lilianae
orden Dioscoreales
familia Trichopodaceae
familia Dioscoreaceae
familia Stemonaceae
familia Taccaceae
familia Trilliaceae
familia Rhipogonaceae
familia Petermanniaceae
familia Smilacaceae
orden Asparagales
familia Philesiaceae
familia Luzuriagaceae
familia Convallariaceae
familia Dracaenaceae
familia Asparagaceae
familia Ruscaceae
familia Herreriaceae
familia Nolinaceae
familia Asteliaceae
familia Dasypogonaceae
familia Calectasiaceae
familia Blandfordiaceae
familia Xanthorrhoeaceae
familia Agavaceae
familia Hypoxidaceae
familia Tecophilaeaceae
familia Lanariaceae
familia Ixioliriaceae
familia Cyanastraceae
familia Phormiaceae
familia Doryanthaceae
familia Eriospermaceae
familia Asphodelaceae
familia Anthericaceae
familia Aphyllanthaceae
familia Hemerocallidaceae
familia Hostaceae
familia Hyacinthaceae
familia Alliaceae
familia Amaryllidaceae
orden Liliales
familia Colchicaceae
familia Uvulariaceae
familia Iridaceae
familia Alstroemeriaceae
familia Calochortaceae
familia Liliaceae
orden Melanthiales
familia Melanthiaceae
familia Campynemataceae
orden Burmanniales
familia Burmanniaceae
familia Corsiaceae
orden Orchidales
familia Neuwiediaceae
familia Apostasiaceae
familia Cypripediaceae
familia Orchidaceae
superorden Bromelianae
orden Velloziales
familia Velloziaceae
orden Bromeliales
familia Bromeliaceae
orden Haemodorales
familia Haemodoraceae
orden Philydrales
familia Philydraceae
orden Pontederiales
familia Pontederiaceae
orden Typhales
familia Typhaceae
superorden Zingiberanae
orden Zingiberales
familia Lowiaceae
familia Musaceae
familia Heliconiaceae
familia Strelitziaceae
familia Zingiberaceae
familia Costaceae
familia Cannaceae
familia Marantaceae
superorden Commelinanae
orden Commelinales
familia Mayacaceae
familia Commelinaceae
familia Xyridaceae
familia Rapateaceae
familia Eriocaulaceae
orden Hydatellales
familia Hydatellaceae
orden Cyperales
familia Juncaceae
familia Thurniaceae
familia Cyperaceae
orden Poales
familia Flagellariaceae
familiay Joinvilleaceae
familia Restionaceae
familia Centrolepidaceae
familia Poaceae
superorder Arecanae
orden Hanguanales
familia Hanguanaceae
orden Arecales
familia Arecaceae
superorden Cyclanthanae
orden Cyclanthales
familia Cyclanthaceae
superorden Pandananae
orden Pandanales
familia Pandanaceae